# Shogun (1980)
Shogun ist der Titel einer im Jahr 1980 veröffentlichten US-amerikanischen Fernsehserie nach dem gleichnamigen Roman des britisch-amerikanischen Schriftstellers James Clavell (1921–1994). Historisches Vorbild des Romans und der Serie waren u. a. die Erlebnisse des englischen Navigators William Adams, der 1600 in den Diensten einer niederländischen Handelsexpedition die Küste Japans erreichte und 1620 als Samurai starb. Außerdem verwendete Clavell die Aufzeichnungen des portugiesischen Abenteurers Fernão Mendes Pinto und die des Jesuiten-Missionars Francisco de Xavier (Franz Xaver).

## Handlung
Anfang des 17. Jahrhunderts gelangt das Schiff des Navigators John Blackthorne im Sturm an die japanische Küste. Blackthorne kann sich retten und wird zunächst eingesperrt. Schon bald kann er jedoch die Gunst des Fürsten Toranaga gewinnen, der ihn zu seinem Gefolgsmann macht. Durch seinen Dienst bei Toranaga wird Blackthorne in das Intrigenspiel einiger Feudalherren um die Macht im Land hineingezogen. Er verliebt sich in seine verheiratete Übersetzerin Mariko, die jedoch bei einem Angriff getötet wird. Auch sein Traum, das schwarze Schiff der Portugiesen zu entern, scheitert, weil Toranaga sein Schiff niederbrennen lässt, da er die Portugiesen braucht. Toranaga wird nach einer Schlacht gegen Ishido vom Kaiser zum Shogun ernannt.

## Unterschiede zum Roman
Viele Erzählstränge wurden gekürzt oder verändert, was man sich zum Teil mit der Komplexität des Romans erklären kann und zum anderen damit, dass sich die Serie bzw. der Film mehr auf die Figur Blackthorne konzentriert als auf die anderen Romanfiguren. Der Zuschauer wird auf dem fast gleichen Wissensstand wie Blackthorne gehalten.
So fehlen u. a.:
- Einblicke in Fürst Toranagas Gedanken – bis auf kurz am Ende – ganz, sodass der Eindruck entsteht, dass man diesen Mann nicht einschätzen kann.
- Omis und auch Yabus Unterhaltungen mit der Familie, die zum Beispiel zeigen, dass Omi wesentlich mehr politisches Geschick als sein Onkel besitzt.
- Die Gespräche Toranagas mit seinem Sohn Naga oder der Dame Kiri.
- Die Gespräche zwischen Fujiko, Blackthornes Gefährtin, und Fürst Toranaga.
- Muras Vergangenheit sowie sein Einfluss als Spion in Anjiro.

Verändert wurde u. a.:
- Ein Voice-over-Erzähler erklärt von Zeit zu Zeit Geschehnisse und japanische Dialoge.
- Das Verhalten der Priester. In der Romanvorlage sind sie unverändert die Feinde des Navigators, werden jedoch nicht ganz so schwarz gezeichnet, wie es in der Verfilmung der Fall ist.
- Im Roman wird Kiku von Fürst Toranaga gefragt, ob sie die Gattin des Anjin-san werden will. Im Film überreicht Blackthorne, nachdem Kiku ihm von Toranaga zugesprochen worden ist, die Urkunde, die Kiku als sein „Eigentum“ auszeichnet, an Omi.
- Im Gegensatz dazu ist im Roman dem Paar Kiku und Omi kein Happy End beschieden, es wird lediglich angedeutet, dass diese Dame ein Geschenk sei, das man sich verdienen müsse, und Omi sich noch erst beweisen muss, im Hinblick auf die Frage, wo seine Treue liegt.

## Hintergrund
Die Erzählung fußt auf dem Leben von William Adams, dem vermutlich ersten Europäer, der den Titel Samurai erhielt. Historisches Vorbild Toranagas und auch eines Teils der Handlung ist das Wirken von Tokugawa Ieyasu, der nach langer Bürgerkriegszeit und vielen Machtintrigen 1600 mit der Schlacht von Sekigahara die Macht in Japan an sich riss und das Tokugawa-Shogunat begründete, das bis in die Mitte des 19. Jahrhunderts währte.